# بوزجالار (قره‌عیسی‌لی)
بوزجالار (به ترکی استانبولی: Bozcalar) یک منطقهٔ مسکونی در ترکیه است که در کارایسالی واقع شده‌است.